# Френсіс Лі
Френсіс Лі (англ. Francis Lee, 29 квітня 1944, Вестготон — 2 жовтня 2023) — англійський футболіст, нападник.
Дворазовий чемпіон Англії. Триразовий володар Суперкубка Англії з футболу. Володар Кубка Англії. Володар Кубка англійської ліги. Володар Кубка Кубків УЄФА.

## Клубна кар'єра
У дорослому футболі дебютував 1959 року виступами за команду клубу «Болтон Вондерерз», в якій провів вісім сезонів, взявши участь у 139 матчах чемпіонату. У складі «Болтона» був одним з головних бомбардирів команди, маючи середню результативність на рівні 0,66 голу за гру першості.
Своєю грою за цю команду привернув увагу представників тренерського штабу клубу «Манчестер Сіті», до складу якого приєднався 1967 року. Відіграв за команду з Манчестера наступні сім сезонів своєї ігрової кар'єри. Більшість часу, проведеного у складі «Манчестер Сіті», був основним гравцем атакувальної ланки команди. В новому клубі був серед найкращих голеодорів, відзначаючись забитим голом в середньому майже у кожній другій грі чемпіонату. За цей час виборов титул чемпіона Англії, ставав володарем Суперкубка Англії з футболу (двічі), володарем Кубка Англії, володарем Кубка Кубків УЄФА.
Завершив професійну ігрову кар'єру у клубі «Дербі Каунті», за команду якого виступав протягом 1974–1976 років. За цей час додав до переліку своїх трофеїв ще один титул чемпіона Англії, знову ставав володарем Суперкубка Англії з футболу.

## Виступи за збірну
1968 року дебютував в офіційних матчах у складі національної збірної Англії. Протягом кар'єри у національній команді, яка тривала 5 років, провів у формі головної команди країни 27 матчів, забивши 10 голів. У складі збірної був учасником чемпіонату світу 1970 року у Мексиці.

## Титули і досягнення
- Чемпіон Англії (2):

«Манчестер Сіті»: 1967-68
«Дербі Каунті»: 1974-75
- Володар Суперкубка Англії з футболу (3):

«Манчестер Сіті»: 1968, 1972
«Дербі Каунті»: 1975
- Володар Кубка Англії (1):

«Манчестер Сіті»: 1968-69
- Володар Кубка англійської ліги (1):

«Манчестер Сіті»: 1969-70
- Володар Кубка Кубків УЄФА (1):

«Манчестер Сіті»: 1969-70